# 味岡洋一
味岡 洋一（あじおか よういち、1957年 - ）は、日本の病理学者・医師。専門は炎症性腸疾患、大腸癌などの消化管病理。
新潟大学医学部臨床病理学分野教授。同大学院医歯学総合研究科長（-2020年）。大腸癌研究会会長（2021年-）。

## 略歴
1957年 横浜市生まれ。
1984年03月 新潟大学医学部卒業。同大学病理学第一講座に入局、渡辺英伸教授（現：新潟大学名誉教授、株式会社ピーシーエルジャパン特別顧問）に師事
1987年01月 医学博士取得（甲第644号）
1988年03月 新潟大学大学院医学研究科博士課程修了　
1990年02月 新潟大学医学部病理学第一講座 助手
1993年11月 同講師
1995年04月 オークランド大学 研究員 Jeremy R．Jass 教授に師事
1995年07月 新潟大学医学部病理学第一講座 助教授
2004年06月 新潟大学医学部臨床病理学講座 教授
2004年06月 新潟大学医歯学総合研究科 分子 ･診断病理学分野教授 教授
2014年04月 新潟大学医歯学総合病院病理部 部長（兼任）
2015年04月 新潟大学医学部病理組織標本センター 教授（兼任）
2015年04月 新潟大学医歯学総合研究科 研究科長　　　　　　　　　　　　　　　　　　　　　　　　　　　　　　　　　　　　（第１期：2015年4月～2016年3月　第2期：2018年4月～2020年3月）

## 研究
主要研究テーマ
- 大腸上皮性腫瘍の粘液形質と組織発生・生物学的悪性度
- 大腸癌の組織発生と生長様式
- 大腸癌の組織形態と遺伝子変異
- 大腸過形成性ポリープと鋸歯状腺腫
- 炎症性腸疾患および炎症性発癌

## 学術活動
学術誌編集委員
- Journal of Gastroenterology (Pathological Advisor)[9]
- 「胃と腸」編集委員[10]

　学術総会主催
- 第63回日本病理学会東北支部学術集会（2006年）

- 第89回大腸癌研究会学術集会　(2018年)

## 委員会
- 大腸癌研究会 会長、規約委員会・ガイドライン委員会・将来構想委員会 委員長[11]

- 日本癌学会 大腸癌治療ガイドライン2019 病理領域責任者[12]
- 日本消化器内視鏡学会 胃癌に対するESD/EMRガイドライン（第２版）[13]
- 日本消化器内視鏡学会 大腸ESD/EMRガイドライン（第２版）[14]

- 日本消化器病学会 病理アドバイザー[15]
- 日本消化管学会 学術企画委員会[16]

- 日本早期胃癌研究会[17]

- 日本病理学会 癌取扱い規約委員会 委員[18]
- 新潟医学会 編集委員長[19]